# Sun Boy'z
Sun Boy'z（サンボーイズ）は、香港の2人組ユニットである。旧称はBoy'Z（ボーイズ）。エンペラー・エンターテインメント・グループ所属。
2002年結成。メンバーは当初、スティーブン・チョン（張致恒、Steven Cheung）、ケニー・クァン（關智斌、Kenny Kwan）だったが、2005年にケニー・クァンが脱退。代わってデニス・マック（麥子豪、Dennis Mak）が加入。2006年、Boy'zの3代目メンバーウィリアム・チャン（陳偉霆、William Chan）が加入後にバンド「Sun Boy'z」と改称。2008年4月にウィリアム・チャンがSun Boy'zを脱退。2008年12月にデニス・マックが芸能界の活動を休止。

## アルバム

### Boy'z時代の作品
- 広東語アルバム

| リリース年 | タイトル               |
| 2003年     | 『La La世界』          |
| 2003年     | 『一起喝采』           |
| 2003年     | 『A Year To Remember』 |
| 2004年     | 『Boy'zone 男生圍』    |
| 2004年     | 『Boy'z Can Cook』     |

### Sun Boy'z時代の作品
- 広東語アルバム

| リリース年 | タイトル      |
| 2006年     | 『Sun Boy'z』 |
| 2007年     | 『All for 1』 |

- 北京語アルバム

| リリース年 | タイトル     |
| 2007年     | 『初次約会』 |

## その他の歌曲
2006年
- EEG TVB 兒歌大放送
  - 継続とっとこハム太郎
  - 大家（ツインズと共に合唱）

## 出演作品

### 映画
- 這個亜爸真爆炸（スティーブン・チョン）
- 古宅心慌慌（スティーブン・チョン）
- 新世紀Mr.Boo! ホイさま カミさま ホトケさま（スティーブン・チョン）
- 6AM（スティーブン・チョン）
- バグ・ミー・テンダー 恋と友情の物語（スティーブン・チョン）
- 西遊記リローデッド（スティーブン・チョン）
- イザベラ（スティーブン・チョン）
- 犀照（スティーブン・チョン）
- 校墓處（スティーブン・チョン／デニス・マック）
- 春田花花同学会
- 香港国際警察/NEW POLICE STORY

### 広告
2002年:
- バニラ味コカ・コーラ （テレビ広告）（スティーブン・チョン）

2003年:
- Newayカラオケ（スティーブン・チョン）
- 元禄寿司（一般広告）（スティーブン・チョン）
- 特步スニーカー（中国）（スティーブン・チョン）
- ニコンカメラ（一般広告）（スティーブン・チョン）
- Super-X（スティーブン・チョン）
- 香港MTR（スティーブン・チョン）
- ノキア携帯電話3300形
- フィラスニーカー（一般広告）（スティーブン・チョン）
- U-Right（中国）（一般広告）（スティーブン・チョン）
- 陽光拍Tea（スティーブン・チョン）
- 日清カップヌードル（スティーブン・チョン）
- ニュー・ワールド・モビリティ 星Mobile（スティーブン・チョン）

2004年:
- 特步スニーカー（中国）（一般広告）（スティーブン・チョン）
- ニコンカメラ（一般広告）（スティーブン・チョン）
- 加州紅カラオケ（テレビ広告）（スティーブン・チョン）
- 陽光拍Tea（スティーブン・チョン）
- 日清出前一丁（スティーブン・チョン）
- 元禄寿司（スティーブン・チョン）
- ニュー・ワールド・モビリティ 星Mobile（スティーブン・チョン）

2005年:
- 3Cデジタル（一般広告）（スティーブン・チョン）
- Kicker関連飲料産品（香港とマカオ）（スティーブン・チョン／デニス・マック）
- エミヌ（中国）（一般広告）（スティーブン・チョン／デニス・マック）
- ニュー・ワールド・モビリティ 星Mobile（香港）（スティーブン・チョン／デニス・マック）

### テレビドラマ
2003年:
- TVBドラマ「當四葉草碰上劍尖時」（ゲスト出演）（スティーブン・チョン）
- Now.comウェブドラマ「一起喝采」（スティーブン・チョン）

2004年:
- TVB・UIHドラマ「カンフーサッカー」（スティーブン・チョン）
- TVBドラマ「赤沙印記@四葉草2」（ゲスト出演）（スティーブン・チョン）

2004-2005年:
- 香港ディズニーランド「Viva! Club Disney」（司会）

### 吹き替え作品
- ファインディング・ニモ（2003年、広東語吹き替え版）